# Nakayoshi
Nakayoshi (なかよし, lit. amie intime) est un magazine de prépublication de mangas mensuel de type shōjo, publiée par la société Kōdansha. C'est l'une des plus importantes revues shōjo, avec un tirage avoisinant 1 million d'exemplaires dans les années 1990 (~400 000 de nos jours), et aussi l'une des plus anciennes (depuis 1954).
Dans le but de fidéliser son jeune public, cette revue offre régulièrement des petits cadeaux (goodies (ふろく, furoku)) tirés de ses séries phares : autocollants, posters, figurines...
Il existe une version chinoise publiée à Hong Kong, et une version indonésienne.

## Mangas prépubliés

### Liste des séries
Manga à parution irrégulière.
| Titre | Auteur                                                         | Première publication |
| --- | -------------------------------------------------------------- | -------------------- |
| Wankorobee (わんころべえ) | Yuriko Abe                                                     | décembre 1975        |
| Futari wa Pretty Cure (プリキュアシリーズ) | Futago Kamikita (dessin), Izumi Tōdō (scénario)                | février 2004         |
| Card Captor Sakura - Clear Card Arc (カードキャプターさくら クリアカード編) | CLAMP                                                          | juin 2016            |
| Ōji ga Watashi o Akiramenai! (王子が私をあきらめない!) | Nikki Asada                                                    | juillet 2018         |
| Vampire Danshiryō (ヴァンパイア男子寮) | Ema Tōyama                                                     | novembre 2018        |
| Harapeko Penguin Cafe (はらぺこペンギンカフェ) | Chara Chara Maki Art                                           | février 2019         |
| Chihiro-kun wa, Atashi Holic. (千紘くんは、あたし中毒。) | Sato Itō                                                       | juin 2019            |
| Chōka-han ka - Gokudō-sama Afurete Afurete Naka Setai (蝶か犯か 〜極道様 溢れて溢れて泣かせたい〜)                                                                                           | Pedoro Toriumi                                                 | août 2019            |
| Tokyo Mew Mew Olé! (東京ミュウミュウ オーレ！) | Madoka Seizuki                                                 | décembre 2019        |
| Kimi mo Kyō Kara Tōdai Nō ! (キミも今日から東大脳! QuizKnockの館へようこそ) | Harushi Seta                                                   | janvier 2020         |
| Shin Kondakedo Kataomoi (新婚だけど片想い) | Sakura Yukimori                                                | juillet 2020         |
| Dose Koi Shite Shimaunda (どうせ、恋してしまうんだ。) | Haruka Mitsui                                                  | novembre 2020        |
| SHAMAN KING & a garden (SHAMAN KING & a garden) | Kyō Nuesawa (dessin), Hiroyuki Takei / Jet Kusamara (scénario) | décembre 2020        |
| Unrivaled Naomi Tenkaichi (アンライバルド NAOMI天下一) | Futago Kamikita                                                | janvier 2021         |
| Kamitsukanaide, Kiss Shite yo (かみつかないで、キスしてよ) | Gōka Nastuzono                                                 | juillet 2021         |
| Tom & Jerry - Nana Iro (とむとじぇりーナナイロ) | Chara Chara Maki Art (dessin), Warner Bros. (scénario)         | juillet 2021         |
| Pichi Pichi Pitch aqua (マーメイドメロディー ぴちぴちピッチ aqua) | Pink Hanamori                                                  | août 2021            |
| Itsuwari Hime no Naishogoto 〜 Kōkyū de Migawari no Kisaki o Enjitara, Kōtei to Goei ni Chōai Saremashita 〜 (偽り姫の内緒ごと 〜後宮で身代わりの妃を演じたら、皇帝と護衛に寵愛されました〜) | Megu Sakura                                                    | novembre 2021        |
| Penguins (ペンギンたち。) | Moha Arimura                                                   | novembre 2021        |